# 완주 송광사 벽암당부도
완주 송광사 벽암당부도(完州 松廣寺 碧庵堂浮屠)는 대한민국 전북특별자치도 완주군 소양면 대흥리에 있는 조선시대의 승려 각성(覺性)의 승탑이다. 1999년 4월 23일 전라북도의 문화재자료 제144호로 지정되었다.

## 개요
부도는 승려의 무덤을 상징하여 그 유골이나 사리를 모셔둔다. 이 부도는 송광사 대웅전 뒤쪽의 부도밭에 자리잡고 있는 10여기의 부도들 중 하나로, 이 절의 주지이면서 승병장으로 유명하였던 벽암대사의 사리가 안치되어 있다.
형태는 둥글게 다듬은 바닥돌 위로 종모양의 탑신(塔身)을 올리고, 사각의 지붕돌을 얹어놓은 모습이다. 바닥돌 윗면에는 16잎의 연꽃무늬를 새겨 둘러 놓았다. 탑신에는 ‘벽암당(碧巖堂)’이라는 승려의 호를 새겨 그 주인공을 정확히 밝히고 있다. 지붕돌은 다소 투박해 보이나 네 귀퉁이에서 살짝 위로 들려 약간의 가벼움을 실었다. 지붕돌 꼭대기에는 머리장식을 얹었는데 지붕을 축소한 듯한 작은 지붕돌 위로 꽃봉오리 모양의 돌을 올리고 있어 뛰어난 조각솜씨를 보여준다.
벽암대사가 조선 현종 원년(1660)에 이 절에서 돌아가셨다고 전하고 있어 부도를 세운 것도 그 즈음으로 추측된다. 기록을 남겨 두어 연대를 정확히 알 수 있고 보존상태 또한 좋은 편이어서 충분한 자료적 가치를 지니고 있다.

## 참고 자료
- 송광사벽암당부도 - 국가유산청 국가유산포털